# وينستون إيرل
وينستون إيرل (بالإنجليزية: Winston Earle)‏ (31 مارس 1948 بكينغستون في جامايكا - ) هو مدرب كرة قدم ولاعب كرة قدم جامايكي في مركز الدفاع. لعب مع Baltimore Bays ‏ وBaltimore Comets ‏ وروتشستر لانسر ‏ وSantos F.C. (Jamaica) ‏.